# Мультиинструменталист
Мультиинструментали́ст — музыкант, умеющий играть на множестве различных инструментов.
Мультиинструменталистами не называют музыкантов, играющих на нескольких родственных инструментах, строй и техника игры на которых очень близки (например, гитара, бас-гитара и укулеле, или скрипка и альт), а также играющих лишь на нескольких разных инструментах. Хотя не существует чёткого определения количества инструментов, на которых должен уметь играть музыкант, чтобы считаться мультиинструменталистом, как правило, такие музыканты профессионально владеют техникой игры на нескольких типах инструментов нескольких различных семейств (струнные, клавишные, духовые и тому подобные). Мультиинструменталисты, работая в студии над собственными проектами, часто предпочитают самостоятельно записывать партии различных инструментов методом наложений вместо приглашения сессионных музыкантов. В то же время известные мультиинструменталисты часто сами работают в качестве сессионных музыкантов по приглашению других артистов.
Например, Брайан Джонс, основатель The Rolling Stones, был способен освоить игру на любом инструменте менее, чем за полчаса. На записях «Роллинг Стоунз» он, помимо гитары, играл на маримбе (Under My Thumb, Out of Time), ситаре (Paint It Black, Street Fighting Man), губной гармонике (Come On и пр.), дульцимере (Lady Jane), аккордеоне, ксилофоне, различных клавишных (фортепиано, орган, клавесин, меллотрон) и духовых (саксофон, гобой, блок-флейта). Джонс сыграл партию саксофона в песне «Битлз» You Know My Name (Look Up the Number).
Джон Пол Джонс более всего известен, как бас-гитарист Led Zeppelin, однако на записях и концертах группы он играл не только на бас-гитаре и гитаре, но и на множестве различных клавишных (The Rain Song, Trampled Underfoot, No Quarter и прочее), на блок-флейтах (Stairway To Heaven), мандолине (Gallows Pole) и так далее. До, во время и после существования Led Zeppelin работал в качестве сессионного музыканта с бесчисленным множеством артистов, включая таких известных, как The Rolling Stones, Пол Маккартни, Донован.
Одним из самых известных мультиинструменталистов современности является Пол Маккартни. В бытность свою участником The Beatles он часто записывал все партии композиций знаменитого квартета. Кроме своего основного инструмента (бас-гитары) он играл на ритм- и соло-гитарах, пианино, электрооргане, ударных инструментах, духовых и смычковых инструментах. Впоследствии, в своей сольной карьере, он не отказывался от этой привычки — записывал на домашней студии композиции, исполняя по очереди все партии, и только потом приносил в студию запись.
На своём концептуальном альбоме Tubular Bells мультиинструменталист Майк Олдфилд сам сыграл большинство инструментальных партий: различные виды акустических, электро- и бас-гитар и органов (Farfisa, орган Хаммонда, Lowrey), фортепиано, мандолина, скрипка, кельтский вистл, литавры и прочие ударные, оркестровые колокола и колокольчики (глокеншпили).
Дан Сванё, бывший вокалист и сооснователь Edge of Sanity, умеет играть на гитаре, бас-гитаре, клавишных, ударных и саксофоне. Это позволило Дану стать участником более, чем в 30 музыкальных проектах (Nightingale, Pan.Thy.Monium, Brejn Dedd, Unicorn, Infestdead, Route Nine, Katatonia, Ribspreader, Bloodbath и другие). Также он ранее использовал гроулинг, но отказался от него ради чистого вокала.
Тим Ламбезис, вокалист и сооснователь As I Lay Dying, также владеет гитарой, бас-гитарой, клавишными, ударными. Самостоятельно сыграл все партии (за исключением гитарных соло) на трёх альбомах для своего сайд-проекта Austrian Death Machine.

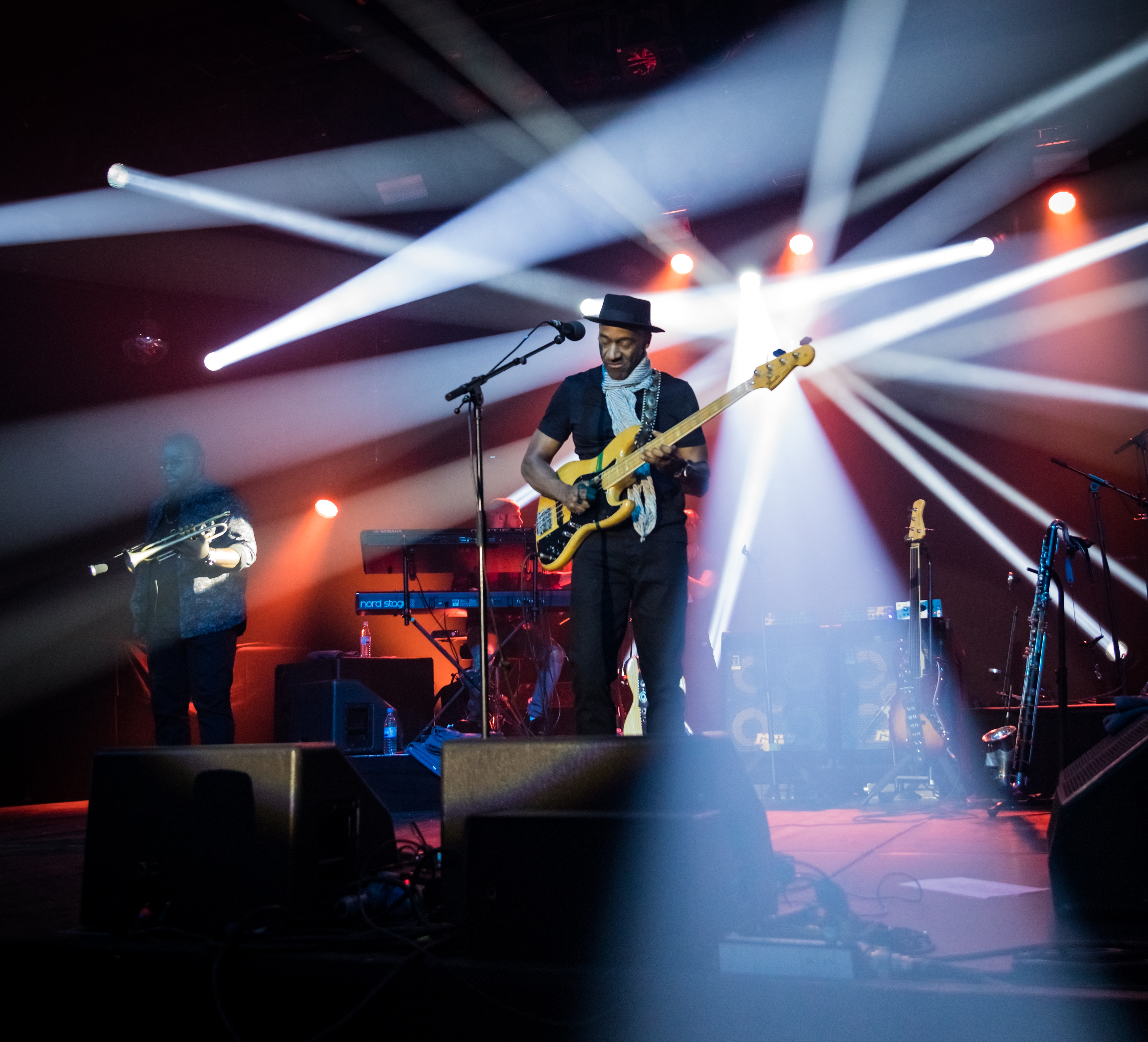
Маркус Миллер одинаково виртуозно владеет как бас-гитарой, так и бас-кларнетом

Мультиинструменталистом, равно как и её соратницы по группе Katzenjammer, является норвежская исполнительница и художник Сольвейг Хейло.
В оркестре ряд музыкантов может играть на разных музыкальных инструментах на протяжении одного выступления. Оркестры часто, но не всегда, просят некоторых исполнителей на духовых музыкальных инструментах быть мультиинструменталистами. Иногда это называют дублированием (doubling). Например, довольно распространенным является переключение одного и того же флейтиста на игру на пикколо или альтовой флейте, когда этого требует партитура. Если оркестр играет произведение, требующее «две флейты и третью флейту с дублированием пикколо», это означает, что у третьего флейтиста также есть пикколо. Время от времени он или она откладывает флейту и играет на пикколо (если этого требует партитура), а затем опять играет на флейте. Гобоист может иногда дублировать английский рожок, или даже использовать английский рожок в качестве гобоя ; кларнетист — бас-кларнет, исполнитель на фаготе — контрафагот. В иных случаях эти инструменты могут требовать отдельного исполнителя. В начале музыкальной партитуры должен быть приведен список инструментов, проясняющий количество необходимых исполнителей.